# 北方擬冰杜父魚
北方擬冰杜父魚，為輻鰭魚綱鮋形目杜父魚亞目杜父魚科的其中一種，為溫帶海水魚，分布於東太平洋阿拉斯加至美國華盛頓州海域，棲息深度9-310公尺，體長可達10.2公分，棲息在軟底質底層水域，以蝦子為食，生活習性不明。

## 扩展阅读
維基物種上的相關：北方擬冰杜父魚